# Tatran Litovel
Tatran Litovel je spolek provozující sportovní činnost ve 12 oddílech ve městě Litovli.

## Oddíly
Oddíly Tatranu Litovel podle počtu členů jsou:
- Oddíl házené
- Oddíl kopané, viz TJ Tatran Litovel (fotbal)
- Oddíl odbíjené
- Oddíl lyžování
- Oddíl florbalu
- Oddíl kuželek
- Oddíl šachu, viz TJ Tatran Litovel (šachy)
- Oddíl tenisu
- Klub českých turistů
- Oddíl stolního tenisu
- Oddíl horolezectví
- Oddíl malé kopané

## Historie
Již v roce 1874 vznikla v Litovli Sokolská jednota. V roce 1924 založili fotbalisté svůj klub pod názvem SK Litovel. Postupně se přidal lední a pozemní hokej. Během druhé světové války, kdy byl Sokol zakázán, všechny oddíly přešly pod SK Litovel. Po osvobození byla činnost Sokola opět obnovena. Po všesokolském sletu v červnu 1948, který vyzněl protistranicky, se schylovalo k celostátní reorganizaci tělovýchovy. Rok 1953 definitivně přinesl zánik litovelského Sokola, když byly tělovýchovné jednoty přičleněny k výrobním závodům a vznikl tak TJ Tatran Litovel. V té době vznik v Litovli i TJ Slovan a Rudá Hvězda. Název Sokol byl vyhrazen jen pro vesnické jednoty. V roce 1956 pak reorganizace pokračovala a Slovan byl začleněn do Tatranu.

## Řídící orgány
Vrcholným orgánem je valná hromada, v období mezi valnými hromadami pracuje výkonný orgán - rada předsedů oddílů v čele se svým předsedou. Statutárním orgánem je Správní rada složená z předsedy, místopředsedy a tajemníka. Provozní záležitosti řeší tajemník ve spolupráci s účetním.

## Členská základna
Tatran Litovel měl na začátku roku 2010 přibližně 660 členů, z toho 391 dospělých a 268 mladších 18 let. Tímto počtem členů je největší sportovní nebo kulturní organizací působící v Litovli.